# Escapism.
Escapism. (englisch für „Eskapismus“) ist ein Lied der britischen Sängerin Raye, in Zusammenarbeit mit der US-amerikanischen Rapperin 070 Shake. Es wurde am 12. Oktober 2022 als Single veröffentlicht und ist die dritte Single auf Rayes im Februar 2023 erschienenen Debütalbum My 21st Century Blues. Es wurde von Raye, 070 Shake und Mike Sabath gemeinsam geschrieben, wobei Sabath die Produktion übernahm. Das Lied hat Einflüsse von R&B, Elektropop und Hip-Hop, der Text handelt von der Flucht aus der Realität und dem Umgang mit Liebeskummer.
Das Lied ging auf TikTok viral und stürmte Ende 2022 die internationalen Charts. Es wurde eine Nummer-eins-Single in Großbritannien, Irland und Dänemark und erreichte die Top 10 der Charts in über 25 weiteren Ländern, unter anderem in Australien, Deutschland, Neuseeland und der Schweiz. Darüber hinaus war es der erste Song von Raye und 070 Shake in den US-Charts (Billboard Hot 100), in denen er Platz 22 erreichte.
Das zum Lied gehörende Musikvideo unter der Regie von Raye und Otis Dominique zeigt die Sängerin, wie sie nach der Trennung von ihrem Freund Party macht, trinkt, sexuelle Beziehungen eingeht und Drogen nimmt, um ihren Emotionen zu entfliehen und ihre Gefühle zu betäuben. Raye hat den Song unter anderem live in den Fernsehshows Later with Jools Holland und The Late Show with Stephen Colbert aufgeführt.

## Kommerzieller Erfolg

### Chartplatzierungen
Escapism. stieg am 2. Dezember 2022 auf Rang 45 der deutschen Singlecharts ein und erreichte seine beste Platzierung mit Rang drei am 20. Januar 2023. Es musste sich dabei lediglich Flowers (Miley Cyrus) und dem Spitzenreiter Sie weiß (Ayliva feat. Mero) geschlagen geben. Die Single konnte sich 34 Wochen in den Top 100 platzieren, elf Wochen davon in den Top 10. 2023 belegte das Lied Rang 24 der Single-Jahrescharts sowie Rang 56 der Airplay-Jahrescharts.
| ChartsChartplatzierungen       | Höchstplatzierung | Wochen |
| ------------------------------ | ----------------- | ------ |
| Deutschland (GfK)              | 3 (34 Wo.)        | 34     |
| Österreich (Ö3)                | 4 (25 Wo.)        | 25     |
| Schweiz (IFPI)                 | 6 (37 Wo.)        | 37     |
| Vereinigte Staaten (Billboard) | 22 (23 Wo.)       | 23     |
| Vereinigtes Königreich (OCC)   | 1 (62 Wo.)        | 62     |

| ChartsJahrescharts (2023)      | Platzierung |
| ------------------------------ | ----------- |
| Deutschland (GfK)              | 24          |
| Österreich (Ö3)                | 44          |
| Schweiz (IFPI)                 | 24          |
| Vereinigte Staaten (Billboard) | 48          |
| Vereinigtes Königreich (OCC)   | 3           |

| ChartsJahrescharts (2024)    | Platzierung |
| ---------------------------- | ----------- |
| Vereinigtes Königreich (OCC) | 87          |

### Auszeichnungen für Musikverkäufe
| Land/Region                  | Auszeichnungen für Musikverkäufe (Land/Region, Auszeichnung, Verkäufe) | Verkäufe  |
| ---------------------------- | ---------------------------------------------------------------------- | --------- |
| Australien (ARIA)            | 5× Platin                                                              | 350.000   |
| Belgien (BRMA)               | Platin                                                                 | 40.000    |
| Brasilien (PMB)              | Diamant                                                                | 160.000   |
| Dänemark (IFPI)              | Platin                                                                 | 90.000    |
| Frankreich (SNEP)            | Platin                                                                 | 200.000   |
| Griechenland (IFPI)          | 2× Platin                                                              | 40.000    |
| Italien (FIMI)               | Platin                                                                 | 100.000   |
| Kanada (MC)                  | 5× Platin                                                              | 400.000   |
| Neuseeland (RMNZ)            | Platin                                                                 | 30.000    |
| Norwegen (IFPI)              | 2× Platin                                                              | 120.000   |
| Österreich (IFPI)            | Platin                                                                 | 30.000    |
| Polen (ZPAV)                 | 2× Platin                                                              | 100.000   |
| Portugal (AFP)               | 2× Platin                                                              | 20.000    |
| Schweden (IFPI)              | Platin                                                                 | 120.000   |
| Spanien (Promusicae)         | Gold                                                                   | 30.000    |
| Vereinigte Staaten (RIAA)    | 2× Platin                                                              | 2.000.000 |
| Vereinigtes Königreich (BPI) | 3× Platin                                                              | 1.800.000 |
| Insgesamt                    | 1× Gold · 30× Platin · 1× Diamant ·                                    | 5.630.000 |

Hauptartikel: Raye (Sängerin)/Auszeichnungen für Musikverkäufe